# Тоція карпатська
Тоція карпатська (Tozzia carpathica) — вид квіткових рослин з родини вовчкових (Orobanchaceae). Синонім: Tozzia alpina subsp. carpathica (Wolł.) Pawlł.

## Біоморфологічна характеристика
Багаторічна рослина заввишки 10–50 см. Стебло пряме, чотиригранне. Листки супротивні, сидячі, яйцеподібні, округлі біля основи, голі, блискучі, злегка м'ясисті. Квітка пазухові, поодинокі, на тонких ніжках; віночок 10 мм у діаметрі, жовтий, всередині червоно-плямовий. Плід — кругла коробочка.

## Середовище проживання
Природний ареал лежить у Карпатах і Балканських горах — Польща, Словаччина, Румунія, Україна, Сербія, Болгарія та Греція.
В Українських Карпатах росте в субальпійському поясі від 1140–1890 м над рівнем моря в гірському масиві Чорногора.
Зростає на заплавах і на околицях гірських річок, рідко також у насадженнях карликової сосни та вільхи та вологих лісах на вологих, багатих поживними речовинами, нейтральних до лужних ґрунтах, у гірській рослинній смузі. Також у тінистих ярах і по річках на субальпійських луках 1900–2050 м на різних субстратах. Рослина має цікавий життєвий цикл, що містить як паразитарну, так і напівпаразитну фази.

## Охорона
Вид занесений до Директиви Європейського Союзу 92/43/ЄС «Про збереження природних оселищ та видів природної фауни і флори» (Додаток II. Види рослин і тварин, що становлять особливий інтерес для Європейського Союзу, збереження яких потребує створення територій особливої охорони).
Охороняється в країнах Європи. У Словаччині рослина має статус NT, у Болгарії — VU, у Сербії — EN.
Основними загрозами для цього виду є вирубка лісів, видалення лісового підліску.